# Stoffering
Stoffering, styra ut, snygga upp, fålla upp, från stoffera, medellågtyska: "stofferen" = (ut)stoffera, smycka samt fornfranska: "estoffe" med samma betydelse.

## Träkonst
Förgyllning och målning på skulpturer, möbler, och dylikt. (Vanlig benämning vid äldre konst.)

## Keramikkonst
Dekor bestående av små, tätt målade streck, till exempel på en profilerad tallrikskant för att framhäva en reliefornering. (Särskilt vanligt under rokokon.)

## Textilkonst
Utstyrning, kantning eller kantsöm utförd i förstärkande eller dekorativt syfte; sy en förstärkande tygremsa (skoning) nedtill på insidan av en ärm, byxa eller kjol. (Jämför uttrycket: "vara utstofferad", vara utstyrd i grannlåt.)